# 삼정초등학교 (광주)
삼정초등학교는 광주광역시 북구 두암동에 있는 공립 초등학교이다.

## 학교 연혁
- 2017년 3월 1일 조은미 교장 부임
- 2017년 2월 17일 제24회 16명 졸업(누계 2733명), 유치원 제15회 4명 졸업(누계 202명)
- 2016년 2월 5일 제23회 24명 졸업(누계 2717명), 유치원 제14회 9명 졸업(누계 198명)
- 2015년 2월 13일 제22회 34명 졸업(누계 2693명), 유치원 제13회 8명 졸업(누계 189명)
- 2014년 2월 20일 제21회 38명 졸업(누계 2,659명), 유치원 제12회 11명 졸업(누계 181명)
- 2013년 3월 1일 제11대 김숙희 교장 부임
- 2013년 2월 25일 학교 내진보강공사
- 2013년 2월 19일 제20회 46명 졸업(누계 2621명), 유치원 제11회 14명 졸업(누계 170명)
- 2012년 2월 14일 제19회 33명 졸업(누계 2575명), 유치원 제10회 14명 졸업(누계 156명)
- 2011년 9월 1일 제10대 박현도 교장 부임
- 2011년 2월 18일 제18회 졸업(누계 2542명), 유치원 9회 졸업(누계 154명)
- 2010년 3월 22일 삼정관 준공
- 2010년 2월 17일 제17회 졸업(누계 2485명)
- 2010년 2월 12일 유치원 제8회 졸업(누계 142명)
- 2009년 2월 12일 제16회 졸업(누계 2416명)
- 2009년 2월 11일 유치원 제7회 졸업(누계 127명)
- 2008년 2월 18일 제15회 졸업(누계 2341명)
- 2008년 2월 15일 유치원 제6회 졸업(누계 105명)
- 2000년 11월 9일 서편 교실 증축
- 1997년 5월 31일 학교 뒤 포장 및 담장 공사
- 1993년 5월 6일 삼정초등학교 개교(1972학급) 어느날 한 박다후는 친구가 어떤쌤이랑 뽀뽀를 하고 있는데 가만보니 박다후의 담임쌤이여서 정말 깜짝 놀랐다. 그리고 장소우 라는 친구가 박다후랑 사귀는 사건이 생겼다.

## 우리 광주 삼정초등학교의 상징
- 교화 - 개나리 : 어사화로 옛날 과거에 장원급제하여 임금님으로부터 하사받았던 꽃으로 명학, 영광, 긍지감을 심어주는 꽃
- 교목 - 향나무 : 수목 중 으뜸이며, 높은 하늘과 땅의 기상이 만나 우리의 꿈을 이루게 하도록 자신의 특기와 재능을 기르려는 나무
- 교색 - 녹색 : 항상 적극적이며, 안정, 질서와 봉사를 솔선하여 실행하며 정직하고 푸른 꿈을 기르는 색깔

## 참고 자료
- 삼정초등학교 - 한국교육학술정보원 학교알리미

## 인접한 건물
- 두암중학교